# San Fernando (Cadis)
San Fernando és una localitat de la província de Cadis, Andalusia, Espanya. L'any 2013 tenia 96.361 habitants. La seva superfície és de 32 km² i té una densitat de 2.895,8 hab/km². Les seves coordenades geogràfiques són 36° 28′ N, 6° 12′ O. Està situada a una altitud de 8 metres i a 14 quilòmetres de la capital de província, Cadis. La ciutat és també coneguda com "La Isla" ("L'Illa"), separada de la península Ibèrica per la canella de Sancti-Petri. No obstant això, forma part d'una península juntament amb Cadis. El seu gentilici és "isleño/-a", però la seva gent també és coneguda com a "cañaílla".
Els fills més coneguts de San Fernando són el cantaor de flamenc Camarón de la Isla i el militar Fermín Galán.

## Geografia

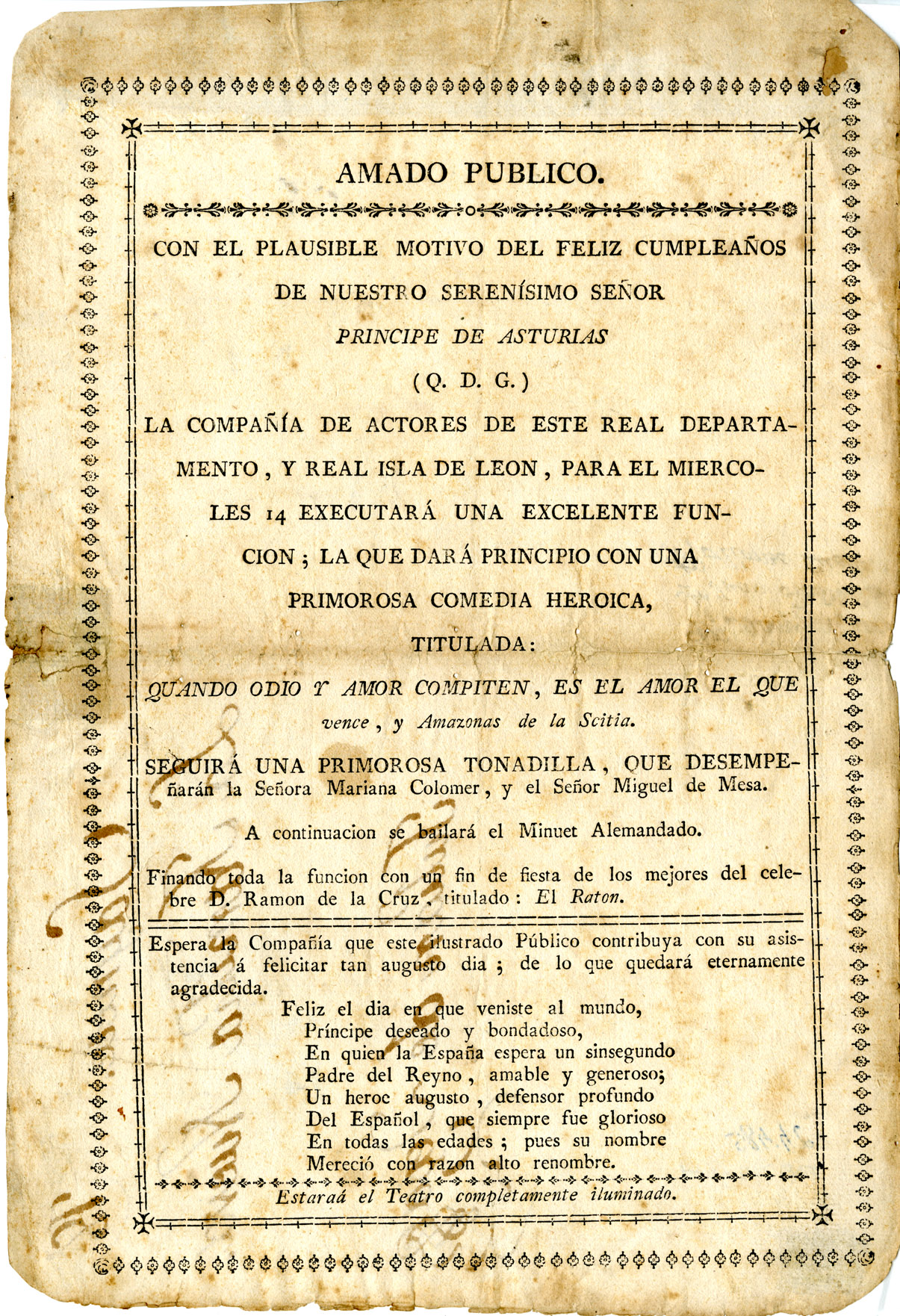
Programa de teatre on es menciona l'illa pel seu nom antic, Isla de León (Document conservat al MAE)

La ciutat de San Fernando també és coneguda pel seu nom antic de Isla de León, perquè està situada en una illa. Per un costat, separada de la Península Ibérica pel canyella de Sancti Petri i connectada a ella pel Puente Zuazo, i per un altre costat, antigament separada de Cadis pel Ríu Arillo (avui, aquest riu apareix cobert per la carretera que uneix San Fernando amb Càdis).
Real Villa de la Isla de León, va ser el nom oficial de la ciutat fins als inicis del segle xix. Per això és coneguda pels seus habitants com "La Isla". El nom de "Isla de León" fa referència a la pertinença de la mateixa als dominis de la familia Ponce de León (marquesos i ducs de Càdis)

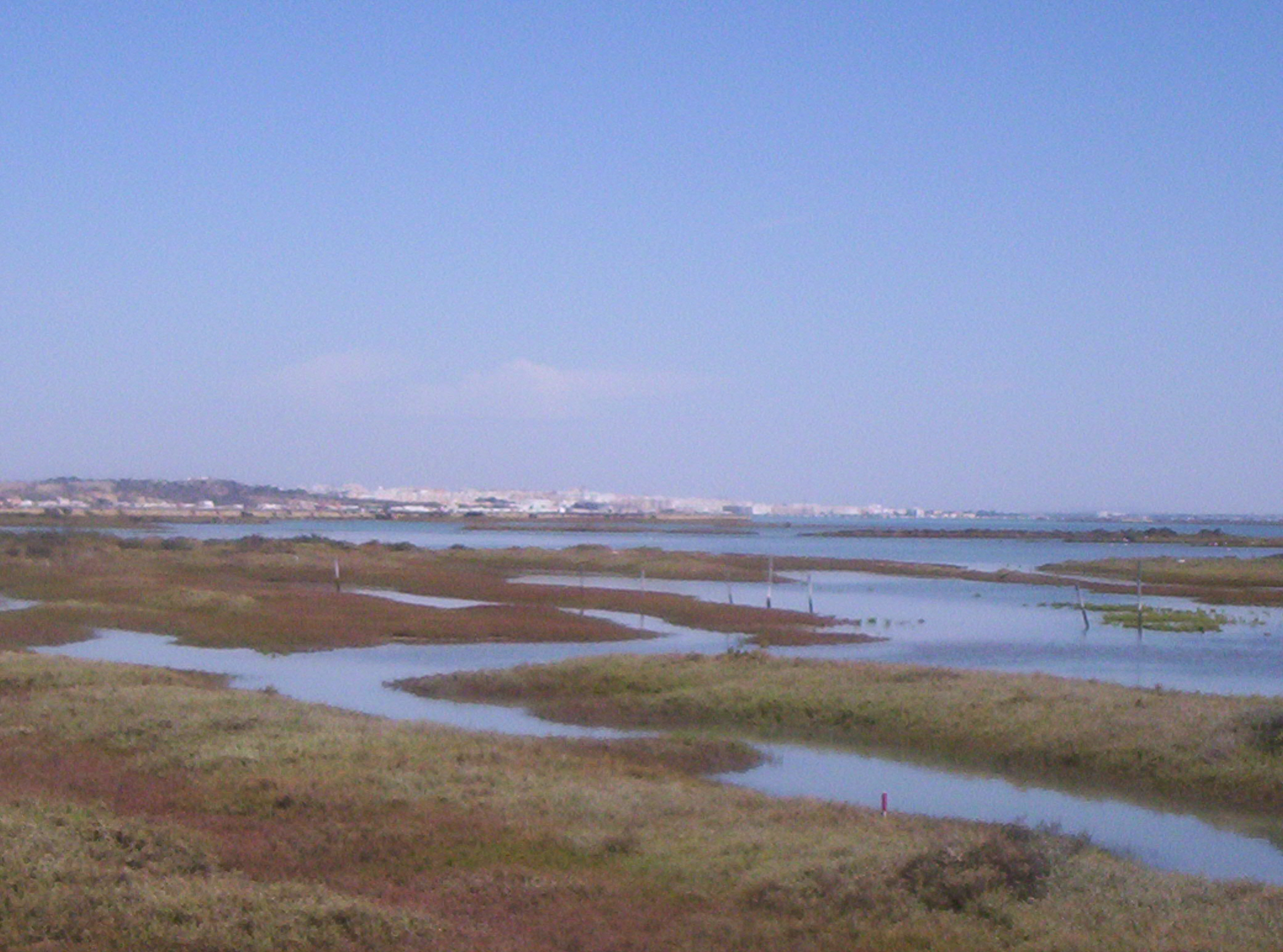
Caño de Sancti Petri des de Chiclana, amb San Fernando al fons.

### Barris
San Fernando no té una divisió administrativa oficial. El govern de la ciutat va dividir la ciutat en 13 distrits, però poc després aquesta divisió va ser eliminada. Malgrat això, existeixen barris ben diferenciats a la ciutat, sigui per la seva identitat pròpia, sigui perquè en origen eren pobles diferents. Entre ells destaquen:
- La Ardila
- Casería de Ossio
- La Pastora
- Población militar de San Carlos
- Gallineras
- Los Olivos
- Camposoto
- El Parque
- Sacramento
- Bazán
- Carlos III
- San José
- El Boquete (Bda. Diputación)
- El Cristo Nuevo y Viejo
- El Carmen
- Bda. Andalucía
- El Merendero
- Madariaga

A més, al municipi de San Fernando es troba també el nucli de població de l'Arsenal de la Carraca, amb una població de 12 habitants (INE 2006).